# Bartłomiej Jaszka
Bartłomiej Jaszka (Ostrów Wielkopolski, 1983. június 16. –) lengyel válogatott kézilabdázó. Jelenleg a német Füchse Berlin játékosa. Posztját tekintve irányító, de átlövőként is szokott játszani.
Pályafutását a KPR Ostrovia együttesében kezdte, majd 2003-ban Zagłębie Lubinhoz szerződött. Itt négy szezont töltött és 2007-ben a Füchse Berlinhez igazolt.
A lengyel válogatottban 2006-ban mutatkozhatott be egy Románia elleni mérkőzésen. A 2009-es világbajnokságon bronzérmet szerzett a nemzeti csapat tagjaként.

## Sikerei

### Válogatottban
- Világbajnokság: 
  - 3. hely: 2009

### Klubcsapatban
- PGNiG Superliga: 
  - 2. hely: 2005
  - 3. hely: 2006
- Lengyel-kupa: 
  - 1. hely: 2007